# Campeonato Tocantinense de Futebol de 2014 - Segunda Divisão
A Segunda Divisão do Campeonato Tocantinense de Futebol foi a 6ª edição do torneio estadual do Tocantins.
Dez agremiações disputaram a competição.

## Forma de disputa
O Campeonato será disputado em 04 (quatro) fases de acordo com os parágrafos constantes
deste artigo.
1) Na 1ª fase as 10 (dez) equipes serão divididas em 02 (dois) grupos com 05 (cinco) equipes cada,
denominados como grupos “A” e “B”, onde as equipes jogarão entre si, conforme tabela, em jogos de ida e
volta, dentro de cada grupo e somatória de pontos, classificando-se para 2ª fase, as 03 (três) associações
que somar o maior número de pontos ao final da 1ª fase em cada grupo, totalizando 06 (seis) equipes
classificadas para disputa da 2ª fase.
2) Na 2ª fase as 06 (seis) equipes serão divididas em 03 (três) grupos com 02 (duas) equipes cada,
denominados como grupos “C”, “D” e “E”, onde as equipes jogarão entre si, conforme tabela, em jogos de
ida e volta, dentro de cada grupo e somatória de pontos, classificando-se para 3ª fase, as vencedoras de
cada grupo.
3) Além das vencedoras da 2ª fase, mais uma associação se classificará por índice técnico, será a que
obtiver o Melhor Índice Técnico entre as desclassificadas da 2ª fase, totalizando 04 (quatro) equipes
classificadas para disputa da 3ª fase.
4) Na 3ª fase "semifinais" as equipes classificadas na 2ª fase, serão divididas em 02 (dois) grupos com
02 (duas) equipes cada, denominados grupos “F” e “G” onde as equipes jogarão entre si, conforme tabela,
em jogos de ida e volta, dentro de cada grupo, classificando-se para a 4ª fase as vencedoras de cada grupo
da 3ª fase, totalizando 02 duas) equipes classificadas para disputa da fase final.
5) Na 4ª fase “final” as equipes vencedoras da 2ª fase, decidem dentro do grupo “H” em jogos de ida e
volta, conforme tabela, o título da competição, onde a equipe que somar o maior número de pontos será
declarada Campeã Estadual, e a outra será a Vice Campeã e estarão automaticamente classificadas para
disputar o Campeonato Tocantinense de Futebol Profissional da 1ª Divisão em 2015.
6) As equipes iniciarão todas as fases com zero ponto.
7) Cada vitória soma 03 pontos, empate 01 ponto, derrota zero ponto.

## Critérios de desempate
Caso duas equipes terminem a fase final empatadas em pontos, utilizam-se os seguintes critérios de empate:
1. 1) Maior número de vitórias;
2. 2) Melhor saldo de gols;
3. 3) Maior número de gols-pró;
4. 4) Confronto direto;
5. 5) Menor número de gols sofridos;
6. 6) Sorteio na sede da FTF.

## Taça Osmarivan Moreira (Primeira Fase)

### Grupo A
- O Kaburé desistiu da competição após a divulgação da tabela oficial, portanto foi declarado derrotado por 3-0 (W.O.) em todas as partidas. Além disso, o clube foi suspenso de disputar qualquer torneio organizado pela Federação Tocantinense de Futebol pelo período de dois anos.

## Segunda fase
Em itálico, o time que possui o mando de campo no primeiro jogo do confronto e em negrito o time vencedor do confronto.
| Equipe 1   | Total | Equipe 2 | 1.º jogo | 2.º jogo |
| ---------- | ----- | -------- | -------- | -------- |
| Alvorada   | 2–4   | Ricanato | 2–1      | 0–3      |
| Taquarussú | 1–10  | Guaraí   | 1–5      | 0–5      |
| Colinas    | 3–7   | Paraíso  | 2–2      | 1–5      |

## Fase final
Em itálico, os times que possuem o mando de campo no primeiro jogo do confronto e em negrito os times classificados.
|  | Semifinais | Semifinais | Semifinais | Semifinais |   |         | Final | Final | Final | Final |
|  |            |            |            |            |   |         |       |       |       |       |
|  | Paraíso    | 3          | 1          | 4          |   |         |       |       |       |       |
|  | Ricanato   | 1          | 1          | 2          |   |         |       |       |       |       |
|  | Ricanato   | 1          | 1          | 2          |   | Paraíso | 2     | 0     | 2     |       |
|  |            |            |            |            |   | Paraíso | 2     | 0     | 2     |       |
|  |            | Guaraí     | 2          | 1          | 3 |         |       |       |       |       |
|  | Alvorada   | Guaraí     | 2          | 1          | 3 | 0       | 0     | 0     |       |       |
|  | Alvorada   |            |            |            |   | 0       | 0     | 0     |       |       |
|  | Guaraí     | 0          | 2          | 2          |   |         |       |       |       |       |

## Premiação
| Campeonato Tocantinense 2014 - Segunda Divisão |
| ---------------------------------------------- |
| Guaraí Campeão (2º título)                     |